# Charles Marville

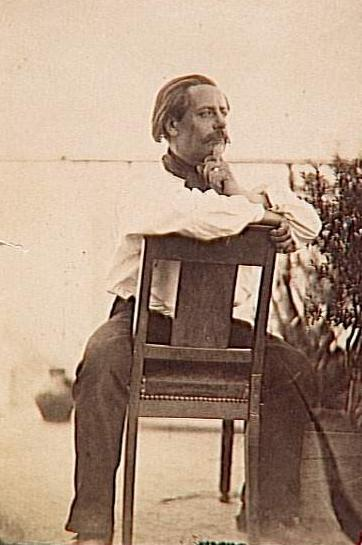
Charles Marville, Selbstporträt (um 1856)

Charles Marville (* 17. Juli 1813 in Paris; † 1. Juni 1879 in Paris, eigentlich Charles François Bossu) war ein französischer Fotograf.

## Leben
Ursprünglich ausgebildet als Maler, Graveur und Illustrator, wurde Charles Marville als Landschafts- und Architekturfotograf bekannt.
Seine ersten bekannten Fotografien sind Porträts seiner Angehörigen und eine Architektursicht, die 1851 durch Blanquart-Evard veröffentlicht wurden. Er reiste nach Italien, Deutschland und Algerien und benutzte Papier- und Glasplattennegative.
Ende der 1850er Jahre beauftragte die Stadt von Paris Marville, die alten Viertel der Stadt vor der Umgestaltung und Modernisierung im Auftrag von Napoléon III. (durchgeführt durch Georges-Eugène Haussmann) zu dokumentieren. Er fotografierte Neu- und Umbauten (Pariser Oper, Bois de Boulogne), aber auch viele alte Straßen und Gebäude vor ihrer Zerstörung. 1862 wurde er zum „amtlichen Photographen von Paris“ ernannt. Als „Photograph des Kaisermuseums des Louvre“ arbeitete er mit an Zeichnungsreproduktionen insbesondere von Ingres.

## Ausstellungen
- Vom 2. Oktober 2010 bis 30. Januar 2011 konnte man einige seiner Fotografien im Museum Folkwang in Essen sehen in der Ausstellung „Bilder einer Metropole, Die Impressionisten in Paris“.
- 2013/2014: Charles Marville: Photographer of Paris, National Gallery of Art, Washington, D.C., danach: Metropolitan Museum of Art, New York City und National Gallery of Canada, Ottawa.[1]

## Werke
- Album du vieux Paris 1865–1868. Vergue, 1869 ()